# Tuga
Tuga(s) em tempo foi utilizado como termo depreciativo para designar o(s) portugues(es). Tuga é uma abreviatura de Portuga que, por sua vez, é uma derivação regressiva de português, com fontes registadas desde 1899. O termo Portuga ainda é utilizado pelos brasileiros para se referir aos portugueses, sem conotação pejorativa, sendo uma simples gíria para se referir aos portugueses.
Atualmente Tuga é utilizado pelos portugueses como abreviatura e sátira ao estereótipo do português.

## Tugana Guerra colonial
O termo tuga popularizou-se durante os anos 1960, no decurso da Guerra Colonial, como expressão para designar os portugueses por parte dos guerilheiros e oposição independentista africana em geral. Tinha como contraponto o termo turra (para terrorista, influenciada por gíria turra ["andar às turras"], usado pelos portugueses para designar os guerrilheiros independentistas). Ambas as expressões foram, nessa época, entendidas como depreciativas, por serem usadas pelo inimigo.
Um exemplo adicional numa obra mais recente que releva a conotação depreciativa do termo, in : " (…) Ma-Tuga no mato. Imagens sobre os portugueses em discursos rurais moçambicanos * (…) * «Tuga» é um termo algo depreciativo utilizado, em especial nos contextos urbanos, para definir portugueses.(…)"